# Жирмунский сельсовет
Жирмунский сельсовет — административная единица на территории Вороновского района Гродненской области Республики Беларусь. Административный центр — агрогородок Жирмуны.

## История
14 апреля 2021 года деревня Мнихи упразднена.

## Состав
Жирмунский сельсовет включает 22 населённых пункта:
- Биланцы — деревня.
- Бояры — деревня.
- Будревичи — деревня.
- Ганцевичи — хутор.
- Гудели — деревня.
- Жилянцы — деревня.
- Жирмуны — агрогородок.
- Залесские — деревня.
- Коварики — деревня.
- Могуны — деревня.
- Мелевичи — хутор.
- Мендриковщина — деревня.
- Можейковщина — хутор.
- Ожелишки — деревня.
- Плики — деревня.
- Пятковщина — деревня.
- Скорводы — деревня.
- Стуки — деревня.
- Товкини — деревня.
- Шальтини — деревня.
- Шевердаки — деревня.
- Ясвилы — хутор.

Упразднённые населённые пункты:
- Мнихи — деревня.

## Культура
- Краеведческий музей ГУО «Жирмунская средняя школа» (2006 г.) в аг. Жирмуны

## Достопримечательности
Костел Святого Креста построен по фундацыи Каролины Радзивилл в 1789 на месте предыдущего храма 1624, построенного владельцем городка Яном Завишам, который был сожжен во время войн середины 17 века. Этому костелу уже 220 лет, а орган, который установили в нем — еще старше.
Его перенесли из старого костела, стоявшего на том же месте. Орган отреставрировали, и сейчас он играет, как и ранее. В новый костел также были перенесены несколько старинных икон и скульптур.